# Frühlings-Baumwanze

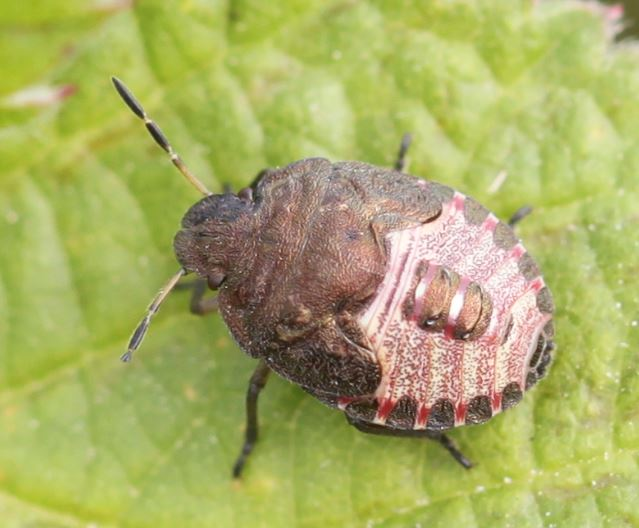
Letztes Nymphenstadium von Peribalus strictus

Die Frühlings-Baumwanze (Peribalus strictus) (Syn.: Holcostethus strictus vernalis) ist eine Wanze aus der Familie der Baumwanzen (Pentatomidae).

## Merkmale
Die Wanzen werden 8,5 bis 10,5 Millimeter lang. Sie sind grünlich braun gefärbt und schwarz punktiert. Im Frühjahr und Sommer sind sie meist heller, im Herbst eher dunkler gefärbt. Das vierte und fünfte Glied der rotgelben (im Herbst rotbraunen) Fühler ist charakteristisch jeweils breit schwarz geringelt. Der hinter den Augen eher konkave Seitenrand des Pronotums ist gelblich gerandet und an der breitesten Stelle des Pronotums durch einen kurzen dunklen Streifen unterbrochen. Das Schildchen (Scutellum) ist an seiner Spitze weißgelb gefärbt. Das Connexivum jeweils am Rand des Hinterleibs ist hell und dunkel gemustert. Man kann die Art von Holcostethus sphacelatus dadurch unterscheiden, dass sich bei Peribalus strictus die Wangen an der Spitze des Kopfes berühren und den Stirnkeil (Tylus) umschließen.

## Verbreitung und Lebensraum
Die Art ist in Europa, mit Ausnahme des Nordens der Britischen Inseln und Skandinaviens, östlich über Sibirien und Zentralasien bis in den Norden Chinas und nach Japan verbreitet. In Mitteleuropa ist sie überall verbreitet und im Süden meist häufig. Im Tiefland Norddeutschlands ist sie seltener und lokal verbreitet. Besiedelt werden trockene bis mäßig feuchte, warme Gebiete. In Großbritannien ist die Art immer schon selten gewesen. Viele historische Funde betreffen vermutlich eingewanderte Tiere. Die Art ist allerdings vermutlich in Kent und Sussex an mehreren Orten bodenständig. Sämtliche Nachweise nach 1950 betreffen die Südküste, wodurch Neubesiedlungsversuche aus dem Süden naheliegen. Kürzlich scheint die Art sich auch im Bereich um Boscombe (Bournemouth) etabliert zu haben.

## Lebensweise
Man findet die Tiere in der Krautschicht und auf Laubgehölzen. Sie sind polyphag, wobei die Nymphen vor allem an den reifen Samen und Früchten krautiger Pflanzen, etwa von Korbblütlern (Asteraceae) und Hülsenfrüchtlern (Fabaceae) saugen. Die Imagines findet man im Frühjahr und Herbst häufig beim Saugen auf blühenden und fruchttragenden Sträuchern und Bäumen und darüber hinaus häufig auch an Blüten von Doldenblütlern (Apiaceae) und Braunwurzgewächsen (Scrophulariaceae), wie etwa an Königskerzen (Verbascum). Die Überwinterung erfolgt als Imagines. Im darauffolgenden Jahr findet man sie bis Ende Juli, ab August tritt bereits die adulte neue Generation auf.

## Belege